# Michael Nitzel
Michael Nitzel (* 1949 in Schwerin) ist ein deutscher Schauspieler, Regisseur, Kabarettist, Hörspiel- und Synchronsprecher.

## Leben
Michael Nitzel wurde 1949 in Schwerin geboren und machte bereits als Kind seine ersten Erfahrungen mit dem Theater, da ihn sein Onkel, ein Schauspieler, öfter mit hinter die Bühne nahm. Nach seinem Schulbesuch wollte er Lehrer werden, erkannte seinen Fehler, brach ab und besuchte eine Schauspielschule. Es folgten 12 Jahre an drei Theatern im Norden der DDR, bis er 1983 ein Angebot der Distel in Berlin annahm, dort als Kabarettist zu arbeiten. Im Dezember 2018 beging er dort sein 35-jähriges DISTEL-Jubiläum. Hier stand er in 42 Programmen und mindestens 240 Rollen auf der Bühne, seither arbeitet er als Gast in der DISTEL.
Michael Nitzel stand in einigen Rollen des Fernsehens der DDR vor der Kamera, sprach für die DEFA bei der Synchronisation ausländischer Spielfilme und wirkte als Hörspielsprecher für den Rundfunk der DDR. Er hielt Lesungen und übernahm Regieaufgaben im Kabarett Die Reizzwecken.
Während der 12 Jahre im Norden der DDR heiratete er zweimal die gleiche Frau und beide bekamen in der Zeit eine Tochter und zwei Söhne.

## Filmografie
- 1986: Der Verrückte vom Pleicher-Ring (Fernsehfilm)
- 1988: Polizeiruf 110: Eine unruhige Nacht (Fernsehreihe)
- 1992: Karl May (Fernsehserie, alle 6 Episoden)
- 1996: Salto Postale (Fernsehserie, 1 Episode)

## Theater

### Schauspieler
- 1977: Alexander Wampilow: Der Selbstmörder (Wassenka) – Regie: Michael Kautz (Friedrich-Wolf-Theater Neustrelitz)
- 1977: Shelagh Delaney: Bitterer Honig – Regie: Mirjana Erceg (Friedrich-Wolf-Theater Neustrelitz)
- 1977: William Shakespeare: Ein Sommernachtstraum – Regie: Christian Bleyhoeffer (Friedrich-Wolf-Theater Neustrelitz)
- 1979: Joachim Wohlgemuth: Der Vater bin ich (Junger Mann) – Regie: Erhard Kunkel (Friedrich-Wolf-Theater Neustrelitz)
- 1981: William Shakespeare: Die Zähmung der Widerspenstigen – Regie: Ulrich Schwarz (Friedrich-Wolf-Theater Neustrelitz)
- 1982: Peter Hacks nach Aristophanes: Der Frieden (Trygaios) – Regie: Wilfried Bismark (Friedrich-Wolf-Theater Neustrelitz)
- 1982: Friedrich Wolf: Beaumarchais oder Die Geburt des Figaro – Regie: Ekkehard Dennewitz (Friedrich-Wolf-Theater Neustrelitz)
- 1983: Das ist schon nicht mehr feierlich – Regie: Otto Stark (Kabarett-Theater Distel, Berlin)
- 1984: Verdrängte Jahre – Regie: Otto Stark (Kabarett-Theater Distel, Berlin)
- 1985: Wir leisten uns was – Regie: Wolfgang E. Struck (Kabarett-Theater Distel, Berlin)
- 1987: Vorwärts zu neuen Folgen – Regie: Edgar Külow (Kabarett-Theater Distel, Berlin)
- 1988: Keine Mündigkeit vorschützen – Regie: Klaus Piontek (Kabarett-Theater Distel, Berlin)
- 1989: Wir sind schon eine Reise wert – Regie: Edgar Külow (Kabarett-Theater Distel, Berlin)
- 1990: Mit dem Kopf durch die Wende – Regie: Peter Tepper (Kabarett-Theater Distel, Berlin)
- 1990: Über-Lebenszeit – Regie: Gisela Oechelhaeuser (Kabarett-Theater Distel, Berlin)
- 1991: Wir sind das letzte – Regie: Gisela Oechelhaeuser/Peter Ensikat (Kabarett-Theater Distel, Berlin)
- 1992: Diesseits von Gut und Böse – Regie: Gisela Oechelhaeuser/Peter Ensikat (Kabarett-Theater Distel, Berlin)
- 1992: Wir haben uns übernommen – Regie: Gisela Oechelhaeuser/Peter Ensikat (Kabarett-Theater Distel, Berlin)
- 1993: Völker hört das Finale – Regie: Peter Ensikat (Kabarett-Theater Distel, Berlin)
- 1994: Wir sind doch nicht betroffen – Regie: Gisela Oechelhaeuser/Peter Ensikat (Kabarett-Theater Distel, Berlin)
- 1995: Im Westen geht die Sonne auf – Regie: Gisela Oechelhaeuser/Peter Ensikat (Kabarett-Theater Distel, Berlin)
- 1996: Wir lachen uns tot – Regie: Gisela Oechelhaeuser/Peter Ensikat (Kabarett-Theater Distel, Berlin)
- 1997: Das haben wir nicht verdient – Regie: Gisela Oechelhaeuser/Peter Ensikat (Kabarett-Theater Distel, Berlin)
- 1997: Orpheus auf Eurydike – Regie: Peter Ensikat (Kabarett-Theater Distel, Berlin)
- 1998: Man trifft sich – Regie: Gisela Oechelhaeuser/Peter Ensikat (Kabarett-Theater Distel, Berlin)
- 1999: Wir sind ein starkes Stück – Regie: Peter Ensikat (Kabarett-Theater Distel, Berlin)
- 2000: Hundertmal probiert – Regie: Peter Ensikat/Jürgen Kern (Kabarett-Theater Distel, Berlin)
- 2000: Gartenfest oder Krieg der Zwerge – Regie: Frieder Venus (Kabarett-Theater Distel, Berlin)
- 2000: Wir fassen zusammen – Regie: Peter Ensikat (Kabarett-Theater Distel, Berlin)
- 2002: Bombenstimmung – Regie: Peter Ensikat (Kabarett-Theater Distel, Berlin)
- 2003: Ende offen – Regie: Peter Ensikat (Kabarett-Theater Distel, Berlin)
- 2004: Wenn Thierse 2x klingelt – Regie: Martin Maier-Bode (Kabarett-Theater Distel, Berlin)
- 2005: Alles für die Katz – Regie: Martin Maier-Bode (Kabarett-Theater Distel, Berlin)
- 2005: Zwischen den Polen – Regie: Frank Lüdecke (Kabarett-Theater Distel, Berlin)
- 2005: Ein Lied umgeht die Welt – Regie: Peter Ensikat/Marcus Kaloff (Kabarett-Theater Distel, Berlin)
- 2007: Hotel Heimat – Regie: Frank Lüdecke (Kabarett-Theater Distel, Berlin)
- 2008: Best of Distel – Regie: Frank Lüdecke (Kabarett-Theater Distel, Berlin)
- 2008: Shanghai – Regie: Hans Holzbecher (Kabarett-Theater Distel, Berlin)
- 2008: Findet Köhler – Regie: Peter Kube (Kabarett-Theater Distel, Berlin)
- 2009: Staatsratsvorsitzende küsst man nicht – Regie: Martin Maier-Bode (Kabarett-Theater Distel, Berlin)
- 2010: Berlin 21 – Das Schweigen des Lammert – Regie: Martin Maier-Bode (Kabarett-Theater Distel, Berlin)
- 2010: Sechs and the city – Regie: Martin Maier-Bode (Kabarett-Theater Distel, Berlin)
- 2011: Kampfzone Bundestag – Regie: Sven Post (Kabarett-Theater Distel, Berlin)
- 2011: Wir treten zurück – Regie: Martin Maier-Bode (Kabarett-Theater Distel, Berlin)
- 2012: Wie geschmiert – Regie: Dominik Paetzholdt (Kabarett-Theater Distel, Berlin)
- 2012: Best of 2012 – Wir treten zurück – Regie: Martin Maier-Bode (Kabarett-Theater Distel, Berlin)
- 2013: Endlich Visionen – Regie: Dominik Paetzholdt (Kabarett-Theater Distel, Berlin)
- 2014: Klare Ansage: TOTAL VERSTEUERT! – Regie: Dominik Paetzholdt (Kabarett-Theater Distel, Berlin)
- 2015: Einmal Deutschland für alle! – Regie: Dominik Paetzholdt (Kabarett-Theater Distel, Berlin)
- 2016: Wer früher zockt ist länger reich – Regie: Martin Maier-Bode (Kabarett-Theater Distel, Berlin)
- 2017: Zwei Zimmer, Küche: Staat! – Regie: Dominik Paetzholdt (Kabarett-Theater Distel, Berlin)
- 2018: Odyssee im Hohlraum – Regie: Dominik Paetzholdt (Kabarett-Theater Distel, Berlin)
- 2019: Weltrennen für Anfänger – Regie: Dominik Paetzholdt (Kabarett-Theater Distel, Berlin)

### Regisseur
- 1988: Wir machen uns fertig (Kabarett Die Reizzwecken – Haus der jungen Talente Berlin)

## Hörspiele
- 1999: Inge Ristock/Hans Rascher: Keine Müdigkeit vorschützen  – Regie: Marianne Weil (Hörspiel – SR/SFB)

## Synchronisationen
- 1984–1992: Jon Glover als Hay in Miss Marple (Fernsehserie, 2 Episoden)